# Mike Teunissen
Mike Teunissen (* 25. August 1992 in Ysselsteyn) ist ein niederländischer Radrennfahrer.

## Werdegang
Teunissen war zunächst vor allem im Cyclocross erfolgreich, wo er 2008 Niederländischer Meister der Jugend und 2012 Europa- sowie 2013 Weltmeister in der U23-Klasse wurde. Zur Saison 2013 unterschrieb er einen Vertrag beim niederländischen Rabobank Development Team und gewann mit der Baronie Breda Classic sein erstes Straßenradrennen innerhalb eines der internationalen Radsportkalender. Den Erfolg konnte er im Folgejahr wiederholen und war zudem bei der U23-Austragung von Paris–Roubaix siegreich.
Ab der Saison 2015 fuhr Teunissen erstmals für ein UCI WorldTeam, dem niederländischen Team Lotto NL-Jumbo, für das er in seinem ersten Jahr den Prolog der Tour de l’Ain gewann und mit der Vuelta a España seine erste Grand Tour bestritt und als 104. beendete. Seine erste Tour de France fuhr er 2017 als Mitglied des deutschen Team Sunweb und wurde 129. der Gesamtwertung. 2018 wurde der Niederländer beim Halbklassiker Dwars door Vlaanderen Zweiter hinter Yves Lampaert, bei Paris-Roubaix erreichte er den elften Rang. Bei den niederländischen Meisterschaften wurde er Fünfter im Straßenrennen.
Zur Saison 2019 wurde Teunissen erneut Mitglied im Team Jumbo-Visma. Gleich in der ersten Saison gewann er zwei Etappen und die Gesamtwertung der 4 Jours de Dunkerque, eine Etappe, das Hammer Climb, und die Gesamtwertung des Hammer Stavanger sowie die Gesamtwertung der ZLM Tour. Bisheriger Höhepunkt seiner Karriere war der Gewinn der ersten Etappe der Tour de France, bei der er an den folgenden zwei Tagen als erster Niederländer nach 30 Jahren Pause das gelbe Trikot trug. Bei der Vuelta a España 2022 durfte er nach dem Gewinn des Mannschaftszeitfahrens zum Auftakt der Rundfahrt auf der zweiten Etappe auf eigene Rechnung fahren, als Etappenvierter war er bester seines Teams und übernahm für einen Tag – zum zweiten Mal in seiner Karriere – das Leader-Trikot bei einer Grand Tour.
Bereits im Juli 2022 wurde bekannt, dass Teunissen zur Saison 2023 zum Team Intermarché-Circus-Wanty wechselt. Teunissen ging auf eigenen Wunsch, obwohl ihn das Team Jumbo-Visma gern gehalten hätte. Er entschied sich für diesen Schritt aus Sorge, dass durch die Neuverpflichtungen von Jumbo-Visma seine Chancen auf die Teilnahme an den Grand Tours und Klassikern sinken würden.

## Erfolge

### Straße
2010
- Mannschaftszeitfahren Liège–La Gleize (Junioren)

2013
- Baronie Breda Classic

2014
- Paris–Roubaix Espoirs
- Baronie Breda Classic
- Paris–Tours U23

2015
- Prolog Tour de l’Ain

2019
- Gesamtwertung, zwei Etappen und Punktewertung 4 Jours de Dunkerque
- Gesamtwertung und Hammer Climb Hammer Stavanger
- Gesamtwertung ZLM Tour
- eine Etappe und Mannschaftszeitfahren Tour de France

2021
- Punktewertung Tour of Norway

2022
Mannschaftszeitfahren Vuelta a España

### Cyclocross
2007/2008
- Niederländischer Meister (Jugend)

2010/2011
- Weltmeisterschaft (U23)

2011/2012
- Europameisterschaft (U23)
- Superprestige Hamme-Zogge, Hamme-Zogge (U23)

2012/2013
- Superprestige Ruddervoorde, Ruddervoorde (U23)
- UCI-Weltcup, Tábor (U23)
- Europameister (U23)
- Superprestige Diegem, Diegem (U23)
- Weltmeister (U23)

2013/2014
- Superprestige Zonhoven, Zonhoven (U23)

## Grand-Tour-Platzierungen
| Grand Tour            | 2015 | 2016 | 2017 | 2018 | 2019 | 2020 | 2021 | 2022 | 2023 | 2024 | 2025 |
| --------------------- | ---- | ---- | ---- | ---- | ---- | ---- | ---- | ---- | ---- | ---- | ---- |
| Giro d’ItaliaGiro     | –    | –    | –    | –    | –    | –    | –    | –    | –    | –    | –    |
| Tour de FranceTour    | –    | –    | 129  | –    | 101  | –    | 76   | –    | 103  | 93   | 80   |
| Vuelta a EspañaVuelta | 104  | –    | –    | 109  |      | –    | –    | 91   | –    | –    |      |